# Pont de Neuilly
Der  Pont de Neuilly ist eine Brücke über die Seine zwischen Neuilly-sur-Seine am rechten und Courbevoie und Puteaux am linken Ufer. Alle drei Orte gehören zum Département Hauts-de-Seine im Großraum von Paris in Frankreich.

## Lage
Die Brücke liegt im Zuge der Axe historique vom Louvre über die Place de la Concorde, die Avenue des Champs-Élysées, den Arc de Triomphe, die Avenue de la Grande Armée, die Porte Maillot, die Avenue Charles-de-Gaulle und den Pont de Neuilly bis zur Grande Arche im Hochhausviertel La Défense.

## Funktion
Die Brücke dient mit zwei Gleisen in ihrer Mitte der Métrolinie 1 sowie mit jeweils vier Fahrspuren und breiten Gehwegen dem Verkehr auf der Avenue Charles-de-Gaulle, der unterirdisch auf sie zuläuft, offen über die Brücke fährt und unmittelbar hinter der Brücke wieder in einem Tunnel verschwindet. Dieser Tunnel unter der Défense ist gleichzeitig der Beginn der Autoroute A14, die weiter im Westen in die Autoroute A13 mündet (auch Autoroute de Normandie und Autoroute de l'Ouest genannt).

## Beschreibung

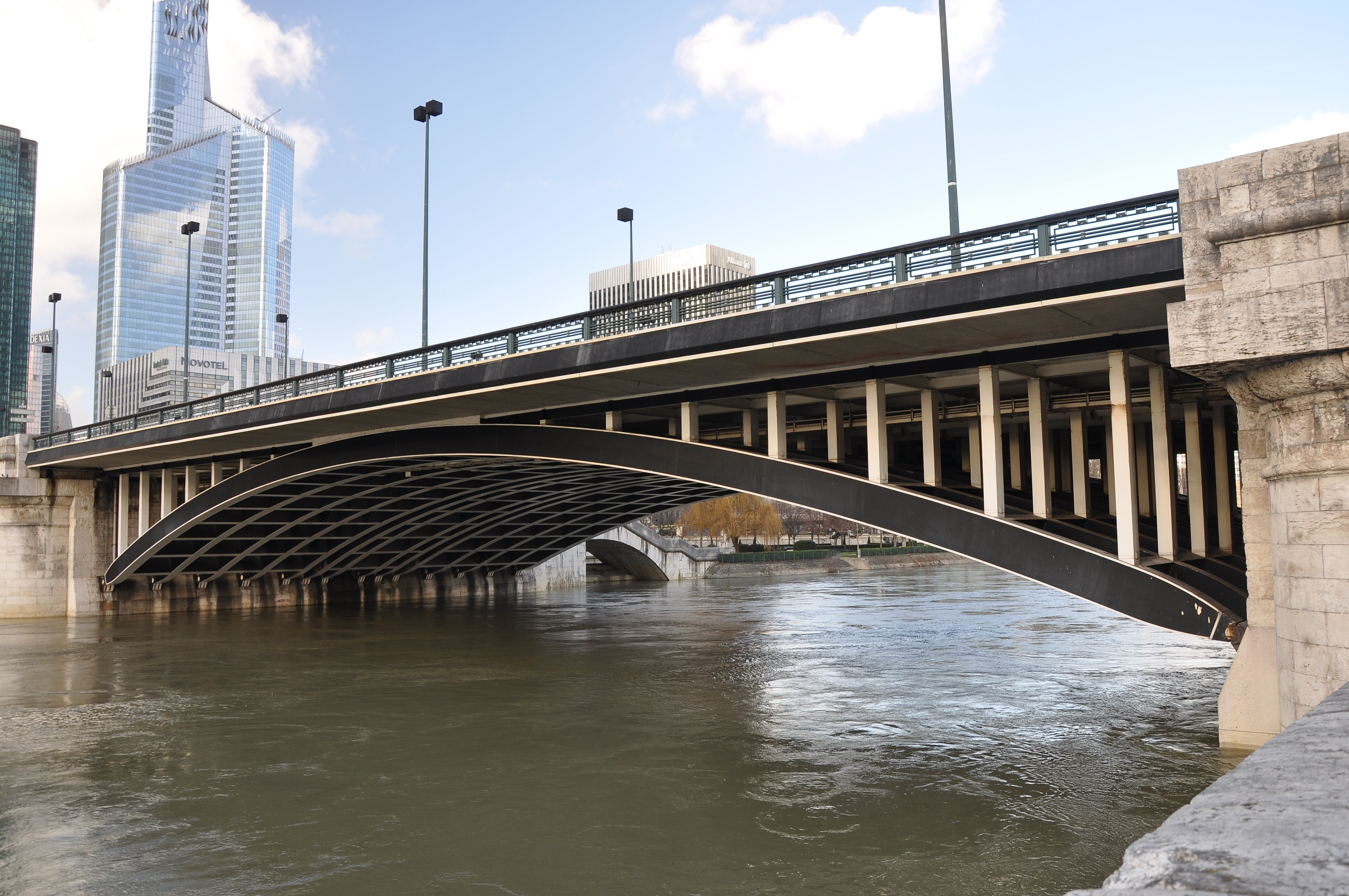
Rechte Stahlbogenbrücke

Der Pont de Neuilly mit einer Länge von insgesamt rund 250 m besteht genaugenommen aus vier einzelnen Brücken: zunächst überquert eine mit Naturstein verkleidete Segmentbogenbrücke aus Stahlbeton die vier Fahrspuren der rechten Uferstraße Boulevard du Général Kœnig/Boulevard du Général Leclerc. Diese Brücke dient gleichzeitig als Widerlager für die folgende zweigelenkige Stahlbogenbrücke mit aufgeständerter Fahrbahnplatte, die mit einer lichten Weite von 69 m einen Seitenarm der Seine zur Île du Pont überspannt. Von dem etwa 60 m langen Mittelteil führen monumentale Steintreppen zur Insel hinunter. Auf der anderen Seite der Insel folgt eine ähnliche Stahlbogenbrücke mit einer lichten Weite von 82 m über den anderen Arm der Seine und schließlich überquert wiederum eine Stahlbetonbrücke die drei Fahrspuren der linken Uferstraße Quai de Dion Bouton. Die beiden Stahlbrücken sind 40 m breit, die Vorbrücken aus Beton kragen noch etwas weiter aus.

## Geschichte
Bis 1606 gab es in Richtung Norden über die Seine lediglich eine Fährverbindung. Eine schlecht beladene Fähre sollte Heinrich IV. und die Königin Maria de’ Medici am 9. Juni 1606 von Saint-Germain-en-Laye über Neuilly nach Paris zurückbringen. Die Fähre kenterte, und die Königin musste an den Haaren aus der Seine gezogen werden. Daraufhin ließ Henri IV noch 1606 eine Holzbrücke über die Seine bauen. Diese wurde mit der Zeit baufällig und im Jahr 1768 teilweise vom Eisgang zerstört. Ludwig XV. ließ deshalb ab 1768 eine 219 m lange Steinbogenbrücke durch Jean-Rodolphe Perronet errichten, die am 22. September 1772 eingeweiht wurde. Das Bauwerk wurde damals als „die von ihrer ganzen Erscheinung her schönste bekannte Brücke“ (« le plus beau, selon toutes les apparences, que l'on connoisse ») bezeichnet.
Perronet, der Leiter der École royale des ponts et chaussées, befasste sich mit dem Bau einer steinernen Brücke, die auch dem Eisgang widerstehen sollte. Die Vergabe der Bauarbeiten erfolgte am 29. März 1768. Zusammen mit der Brücke wurde die Verlängerung der Avenue des Champs-Elysées, die heutige Avenue de la Grande Armée, angelegt. Die Brücke wurde in der für damalige Verhältnisse kurzen Bauzeit von nur sechs Jahren fertiggestellt. Aufsehen erregten nicht nur die sehr großen Spannweiten der gleich großen Bogen, sondern auch die schmalen Pfeiler. Perronet wandte sich damit ausdrücklich von der damals noch herrschenden Ansicht ab, dass die Pfeilerstärke ein Fünftel der Spannweite betragen müsse. Bei einer Bogenöffnung von 39 m hätte das 7,80 m dicke Pfeiler erfordert. Perronet betonte jedoch, wichtiger als die Dicke der Pfeiler sei ihre sorgfältige Gründung, falls erforderlich auf Pfahlrosten, die wirklich bis zu einem tragfähigen Boden hinabreichten. Bei der bekannt guten Qualität der Steinblöcke aus dem 9 Meilen entfernten Saillancourt genügten 4,20 m starke Pfeiler, selbst 3,25 m würden ausreichen. Außerdem sei entscheidend, dem durchströmenden Wasser soviel Raum wie möglich zu lassen und dadurch einen Stau im Oberwasser der Brücke zu vermeiden, der die Schifffahrt vor große Probleme stelle. Nicht zuletzt sei auch ein der Bedeutung der Brücke entsprechendes elegantes Aussehen des Bauwerkes wichtig. Perronet stellte diese Überlegungen in seinem Werk Description des projets … ausführlich dar, in dem er auch die der Vergabe zugrundegelegte Leistungsbeschreibung (Devis) abdruckte. Aus heutiger Sicht bemerkenswert ist die darin enthaltene Angabe der beim Entfernen des Lehrgerüstes zu erwartenden (sehr geringen) Setzungen.
Die Brücke bestand aus 5 gleichen Korbbögen mit Spannweiten von 39 m. Die Korbbögen waren an beiden Enden durch so genannte Cornes de vache aufgeweitet. Dabei öffnet sich vom Schlussstein an ein deutlich weiterer Korbbogen zu den schmalen Pfeilervorbauten, von wo aus er schräg nach innen zu dem eigentlichen Brückenbogen verläuft. Dies lässt die Pfeiler, die hier nur erstaunliche 4,22 m stark waren, noch schmaler und leichter erscheinen und gibt der Brücke dadurch ein gefälligeres Aussehen.  Die Brücke hatte eine 9,42 m breite Fahrbahn und zwei Gehwege von jeweils knapp 2 m; insgesamt war sie 14,6 m breit. Die Fahrbahn und die zu ihr hinführenden Straßen lagen auf einem horizontalen Niveau, es gab keine zur Brücke hin ansteigenden Rampen und auch keine Steigungen auf der Brücke. Am 28. April 1887 war der Pont de Neuilly Startort des ersten Automobilrennens der Geschichte; das Ziel lag im Pariser Bois de Boulogne.
Perronets Steinbrücke war Vorläuferin des heutigen Pont de Neuilly, eröffnet am 2. Dezember 1942. Am 1. April 1992 wurde die neue Stahlbrücke eingeweiht, die durch einige zusätzliche Bögen erweitert worden war, um Platz für die Verlängerung der Métrolinie 1 nach La Défense zu schaffen.